# Lijst van Eerste Kamerleden 1991-1995
Lijst van Eerste Kamerleden 1991-1995 geeft een overzicht van de leden van de Nederlandse Eerste Kamer in de periode tussen de verkiezingen van 1991 en de verkiezingen van 1995. De zittingsperiode van de Eerste Kamer ging in op 11 juni 1991 en eindigde op 13 juni 1995. 
De Eerste Kamer telde 75 leden, gekozen door de leden van Provinciale Staten. Eerste Kamerleden werden gekozen voor een termijn van vier jaar.
| Naam                                   | politieke partij                        | begindatum        | einddatum        | refs   |
| -------------------------------------- | --------------------------------------- | ----------------- | ---------------- | ------ |
| Joeke Baarda                           | Christen-Democratisch Appèl             | 11 juni 1991      | 13 juni 1995     | [ 1 ]  |
| Liesbeth Baarveld-Schlaman             | Partij van de Arbeid                    | 11 juni 1991      | 13 juni 1995     | [ 2 ]  |
| Driekus Barendregt                     | Staatkundig Gereformeerde Partij        | 11 juni 1991      | 13 juni 1995     | [ 3 ]  |
| Pol de Beer                            | Volkspartij voor Vrijheid en Democratie | 10 januari 1995   | 13 juni 1995     | [ 4 ]  |
| Joop van den Berg                      | Partij van de Arbeid                    | 14 april 1992     | 13 juni 1995     | [ 5 ]  |
| Wim de Boer                            | Groen Links                             | 11 juni 1991      | 13 juni 1995     | [ 6 ]  |
| Fenna Bolding                          | Groen Links                             | 11 juni 1991      | 13 juni 1995     | [ 7 ]  |
| Peter Boorsma                          | Christen-Democratisch Appèl             | 11 juni 1991      | 13 juni 1995     | [ 8 ]  |
| Bob van den Bos                        | Democraten 66                           | 11 juni 1991      | 17 mei 1994      | [ 9 ]  |
| Ton van Boven                          | Volkspartij voor Vrijheid en Democratie | 11 juni 1991      | 13 juni 1995     | [ 10 ] |
| Gerrit Braks                           | Christen-Democratisch Appèl             | 11 juni 1991      | 13 juni 1995     | [ 11 ] |
| Nicoline van den Broek-Laman Trip      | Volkspartij voor Vrijheid en Democratie | 7 september 1993  | 13 juni 1995     | [ 12 ] |
| Pierre Coenemans                       | Christen-Democratisch Appèl             | 11 juni 1991      | 13 juni 1995     | [ 13 ] |
| Kees van Dijk                          | Christen-Democratisch Appèl             | 11 juni 1991      | 13 juni 1995     | [ 14 ] |
| Greet Ermen                            | Partij van de Arbeid                    | 11 juni 1991      | 13 juni 1995     | [ 15 ] |
| Huib Eversdijk                         | Christen-Democratisch Appèl             | 11 juni 1991      | 13 juni 1995     | [ 16 ] |
| Bert Fleers                            | Christen-Democratisch Appèl             | 11 juni 1991      | 13 juni 1995     | [ 17 ] |
| Hanneke Gelderblom-Lankhout            | Democraten 66                           | 11 juni 1991      | 13 juni 1995     | [ 18 ] |
| Jos van Gennip                         | Christen-Democratisch Appèl             | 11 juni 1991      | 13 juni 1995     | [ 19 ] |
| Truus van Gijzen                       | Christen-Democratisch Appèl             | 11 juni 1991      | 13 juni 1995     | [ 20 ] |
| Leendert Ginjaar                       | Volkspartij voor Vrijheid en Democratie | 11 juni 1991      | 13 juni 1995     | [ 21 ] |
| Jan Glastra van Loon                   | Democraten 66                           | 11 juni 1991      | 13 juni 1995     | [ 22 ] |
| Jaap Glasz                             | Christen-Democratisch Appèl             | 11 juni 1991      | 13 juni 1995     | [ 23 ] |
| John van Graafeiland                   | Volkspartij voor Vrijheid en Democratie | 11 juni 1991      | 13 juni 1995     | [ 24 ] |
| Toos Grol-Overling                     | Christen-Democratisch Appèl             | 11 juni 1991      | 13 juni 1995     | [ 25 ] |
| Han Heijmans                           | Volkspartij voor Vrijheid en Democratie | 11 juni 1991      | 13 juni 1995     | [ 26 ] |
| Henk Heijne Makkreel                   | Volkspartij voor Vrijheid en Democratie | 11 juni 1991      | 13 juni 1995     | [ 27 ] |
| Lammert Hilarides                      | Volkspartij voor Vrijheid en Democratie | 11 juni 1991      | 13 juni 1995     | [ 28 ] |
| Peter Hoefnagels                       | Democraten 66                           | 11 juni 1991      | 13 juni 1995     | [ 29 ] |
| Gerrit Holdijk                         | Staatkundig Gereformeerde Partij        | 11 juni 1991      | 13 juni 1995     | [ 30 ] |
| Henny Houben-Sipman                    | Christen-Democratisch Appèl             | 11 juni 1991      | 1 november 1991  | [ 31 ] |
| Trees Huberts-Fokkelman                | Christen-Democratisch Appèl             | 5 november 1991   | 13 juni 1995     | [ 32 ] |
| Ria Jaarsma                            | Partij van de Arbeid                    | 11 juni 1991      | 13 juni 1995     | [ 33 ] |
| Ad Kaland                              | Christen-Democratisch Appèl             | 11 juni 1991      | 1 januari 1994   | [ 34 ] |
| Jan Kassies                            | Partij van de Arbeid                    | 11 juni 1991      | 13 juni 1995     | [ 35 ] |
| Virginie Korte-van Hemel               | Christen-Democratisch Appèl             | 11 juni 1991      | 1 november 1992  | [ 36 ] |
| Frits Korthals Altes                   | Volkspartij voor Vrijheid en Democratie | 11 juni 1991      | 13 juni 1995     | [ 37 ] |
| Trix van Kuilenburg-Lodder             | Partij van de Arbeid                    | 11 juni 1991      | 13 juni 1995     | [ 38 ] |
| Dick Kuiper                            | Christen-Democratisch Appèl             | 11 juni 1991      | 13 juni 1995     | [ 39 ] |
| Luck van Leeuwen                       | Christen-Democratisch Appèl             | 11 juni 1991      | 13 juni 1995     | [ 40 ] |
| Dian van Leeuwen-Schut                 | Volkspartij voor Vrijheid en Democratie | 11 juni 1991      | 1 januari 1995   | [ 41 ] |
| Minny Luimstra-Albeda                  | Christen-Democratisch Appèl             | 17 november 1992  | 13 juni 1995     | [ 42 ] |
| David Luteijn                          | Volkspartij voor Vrijheid en Democratie | 11 juni 1991      | 13 juni 1995     | [ 43 ] |
| Ria Mastik-Sonneveldt                  | Partij van de Arbeid                    | 11 juni 1991      | 13 juni 1995     | [ 44 ] |
| Joke van der Meer                      | Partij van de Arbeid                    | 11 juni 1991      | 1 april 1992     | [ 45 ] |
| Marian van der Meer                    | Partij van de Arbeid                    | 11 juni 1991      | 13 juni 1995     | [ 46 ] |
| Chel Mertens                           | Democraten 66                           | 31 mei 1994       | 13 juni 1995     | [ 47 ] |
| Harm van der Meulen                    | Christen-Democratisch Appèl             | 11 juni 1991      | 13 juni 1995     | [ 48 ] |
| Irene Michiels van Kessenich-Hoogendam | Christen-Democratisch Appèl             | 11 juni 1991      | 13 juni 1995     | [ 49 ] |
| Gert-Jan van Muijen                    | Christen-Democratisch Appèl             | 18 januari 1994   | 13 juni 1995     | [ 50 ] |
| David van Ooijen                       | Partij van de Arbeid                    | 11 juni 1991      | 9 september 1993 | [ 51 ] |
| Meine Pit                              | Partij van de Arbeid                    | 28 september 1993 | 13 juni 1995     | [ 52 ] |
| Tom Pitstra                            | Groen Links                             | 11 juni 1991      | 13 juni 1995     | [ 53 ] |
| Andries Postma                         | Christen-Democratisch Appèl             | 11 juni 1991      | 13 juni 1995     | [ 54 ] |
| Henk Pröpper                           | Christen-Democratisch Appèl             | 11 juni 1991      | 1 januari 1995   | [ 55 ] |
| Herman Redemeijer                      | Partij van de Arbeid                    | 11 juni 1991      | 13 juni 1995     | [ 56 ] |
| Evert Rongen                           | Christen-Democratisch Appèl             | 11 juni 1991      | 13 juni 1995     | [ 57 ] |
| Jacquelien de Savornin Lohman          | Democraten 66                           | 11 juni 1991      | 13 juni 1995     | [ 58 ] |
| Ger Schinck                            | Partij van de Arbeid                    | 11 juni 1991      | 13 juni 1995     | [ 59 ] |
| Egbert Schuurman                       | Reformatorische Politieke Federatie     | 11 juni 1991      | 13 juni 1995     | [ 60 ] |
| Eddy Schuyer                           | Democraten 66                           | 11 juni 1991      | 13 juni 1995     | [ 61 ] |
| Edo Spier                              | Democraten 66                           | 11 juni 1991      | 13 juni 1995     | [ 62 ] |
| Boele Staal                            | Democraten 66                           | 11 juni 1991      | 13 juni 1995     | [ 63 ] |
| Piet Steenkamp                         | Christen-Democratisch Appèl             | 11 juni 1991      | 13 juni 1995     | [ 64 ] |
| Willem Stevens                         | Christen-Democratisch Appèl             | 11 juni 1991      | 13 juni 1995     | [ 65 ] |
| Henk Talsma                            | Volkspartij voor Vrijheid en Democratie | 11 juni 1991      | 13 juni 1995     | [ 66 ] |
| Marie-Louise Tiesinga-Autsema          | Democraten 66                           | 11 juni 1991      | 13 juni 1995     | [ 67 ] |
| Herman Tjeenk Willink                  | Partij van de Arbeid                    | 11 juni 1991      | 13 juni 1995     | [ 68 ] |
| Elida Tuinstra                         | Democraten 66                           | 11 juni 1991      | 13 juni 1995     | [ 69 ] |
| Nic Tummers                            | Partij van de Arbeid                    | 11 juni 1991      | 13 juni 1995     | [ 70 ] |
| Adriaan van Veldhuizen                 | Partij van de Arbeid                    | 11 juni 1991      | 13 juni 1995     | [ 71 ] |
| Kars Veling                            | Gereformeerd Politiek Verbond           | 11 juni 1991      | 13 juni 1995     | [ 72 ] |
| Wim van Velzen                         | Christen-Democratisch Appèl             | 11 juni 1991      | 13 juni 1995     | [ 73 ] |
| Jan Verbeek                            | Volkspartij voor Vrijheid en Democratie | 11 juni 1991      | 13 juni 1995     | [ 74 ] |
| Arend Vermaat                          | Christen-Democratisch Appèl             | 11 juni 1991      | 13 juni 1995     | [ 75 ] |
| Jan Vis                                | Democraten 66                           | 11 juni 1991      | 1 maart 1995     | [ 76 ] |
| Adrienne Vrisekoop                     | Democraten 66                           | 11 juni 1991      | 13 juni 1995     | [ 77 ] |
| Ed Wagemakers                          | Christen-Democratisch Appèl             | 11 juni 1991      | 13 juni 1995     | [ 78 ] |
| Ym van der Werff                       | Volkspartij voor Vrijheid en Democratie | 11 juni 1991      | 18 juni 1993     | [ 79 ] |
| Jos Werner                             | Christen-Democratisch Appèl             | 10 januari 1995   | 13 juni 1995     | [ 80 ] |
| An van der Wiel-Bosch                  | Democraten 66                           | 7 maart 1995      | 13 juni 1995     | [ 81 ] |
| Hannah van Wijngaarden                 | Groen Links                             | 11 juni 1991      | 13 juni 1995     | [ 82 ] |
| Willem van de Zandschulp               | Partij van de Arbeid                    | 11 juni 1991      | 13 juni 1995     | [ 83 ] |
| Kees Zijlstra                          | Partij van de Arbeid                    | 11 juni 1991      | 13 juni 1995     | [ 84 ] |
| Rinse Zijlstra                         | Christen-Democratisch Appèl             | 11 juni 1991      | 13 juni 1995     | [ 85 ] |